# Spirituel ledelse
Spirituel ledelse eller spirituelt lederskab er en tilgang til ledelse, der integrerer spirituelle eller åndelige principper og værdier i lederskabet. Det handler om at skabe mening og formål, udvise empati og medfølelse, leve op til etiske værdier, opbygge forbindelse og samhørighed, samt fremme personlig og åndelig vækst. Denne tilgang til ledelse understreger betydningen af at forbinde sig med en dybere mening og formål, både for lederen selv og for dem, de leder, og skaber et miljø, hvor medarbejderne føler sig forbundet, støttet og opfordret til at vokse.

## Baggrund for moderne spirituel ledelse
Begrebet om en "spirituel ledelse" er blevet udviklet og formuleret af forskere, forfattere og praktiserende ledere gennem en kombination af forskellige filosofiske, åndelige og ledelsesmæssige traditioner. Der er ikke en enkelt oprindelse til tilgangen, da den har trukket på et bredt spektrum af kilder og inspirationer. Elementer af spirituel ledelse kan spores helt tilbage til religiøse traditioner over hele verden, herunder buddhisme, hinduisme, kristendom, islam, jødedom og andre.
Moderne psykologi og personlig udviklingsteori har også haft en indflydelse på udviklingen af spirituel ledelse. Ideer om selvrealisering, empati, bevidsthed og personlig vækst er ofte integreret i denne tilgang. Forskning inden for ledelse og organisationsudvikling har bidraget til en videnskabelig forståelse af, hvordan spirituelle principper kan integreres i ledelsespraksis. Bøger og artikler af forfattere som Deepak Chopra og Eckhart Tolle har været særligt indflydelsesrige på dette område.

## Tilgange
Der er flere tilgange til spirituel ledelse, der spænder over forskellige filosofier, religioner og åndelige traditioner. Her er nogle af de mest almindelige tilgange:

### Buddhistisk ledelse
Den buddhistiske tilgang til spirituel ledelse fokuserer på principperne for mindfulness, medfølelse og ikke-vedhæftning. Ledere, der praktiserer denne tilgang, søger at integrere buddhistiske principper i deres ledelsesstil, herunder at fremme medfølelse, tilstedeværelse og selvbevidsthed.

### Kristen ledelse
Den kristne tilgang til spirituel ledelse er baseret på principperne i den kristne tro og lære. Ledere, der praktiserer denne tilgang, søger at lede med etiske principper, medfølelse og kærlighed til andre som centrale værdier.

### Østlig filosofisk tilgang til ledelse
Disse tilgange omfatter traditioner som hinduisme, taoisme og zen-buddhisme. De fokuserer ofte på principper som balance, harmoni og selvrealisering. Ledere, der praktiserer disse tilgange, søger at integrere principperne fra østlige filosofier i deres ledelsesstil for at fremme åndelig vækst og harmoni.

### Holistisk ledelse
Denne tilgang fokuserer på at se mennesker og organisationer som helheder og søger at fremme balance og harmoni på alle niveauer af eksistensen. Ledere, der praktiserer denne tilgang, søger at integrere åndelige principper i deres ledelsespraksis for at skabe en mere holistisk og meningsfuld tilgang til organisatorisk ledelse.

### Transpersonlig ledelse
Denne tilgang undersøger transcendentale eller ekstraordinære erfaringer og bevidsthedstilstande for at forstå deres indflydelse på lederskab og personlig udvikling. Det indebærer at anerkende eksistensen af højere bevidsthed og åndelig potentiale i mennesker.

### Humanistisk spirituel ledelse
Den humanistiske tilgang til spirituel ledelse fokuserer på principperne for menneskelig værdighed, integritet og personlig vækst. Ledere, der praktiserer denne tilgang, søger at fremme en følelse af formål, betydning og forbindelse blandt deres medarbejdere og organisationen som helhed.

### Eksistentiel ledelse
Eksistentiel ledelse fokuserer på de grundlæggende spørgsmål om meningen med livet, døden og eksistensen. Ledere, der praktiserer denne tilgang, søger at integrere eksistentielle refleksioner og spørgsmål i deres ledelsesstil for at skabe en dybere forståelse af formål og betydning i deres arbejde.

### Psykospirituel ledelse
Denne tilgang integrerer psykologiske principper og spirituel lære for at fremme personlig vækst, helbredelse og bevidsthedsudvidelse. Det indebærer at udforske forbindelsen mellem sindet, kroppen og ånden for at skabe en dybere forståelse af selv og andre.

### Postsekulær ledelse
Denne tilgang udforsker det postsekulære landskab og søger at integrere åndelige dimensioner i det moderne samfund og lederskabspraksis. Det indebærer at navigere mellem det religiøse og det sekulære og skabe rum for åndelig udforskning og praksis på tværs af traditionelle grænser.

## Vigtige repræsentanter
Der er flere kendte repræsentanter for spirituel ledelse, der har bidraget til at formulere og fremme denne tilgang til ledelse. Her er nogle af de mest fremtrædende:

### Deepak Chopra
Som læge, forfatter og åndelig lærer har Deepak Chopra bidraget til at popularisere idéen om en åndelig tilgang til ledelse. Han har skrevet flere bøger om emnet og tilbyder kurser og seminarer om åndelig ledelse og bevidsthed.

### Wayne Dyer
Wayne Dyer var en amerikansk forfatter og foredragsholder, der specialiserede sig i personlig udvikling og spiritualitet. I bøger som "The Power of Intention" og "Inspiration: Your Ultimate Calling" undersøger han ideen om at leve med hensigt og at opdage ens sande formål gennem åndelighed, herunder hvordan disse principper kan anvendes i ledelse for at skabe positive forandringer.

### Danah Zohar
Danah Zohar er en forfatter og forsker, der har specialiseret sig i emner som ledelse, intelligens og åndelighed. I hendes banebrydende bog "Spiritual Intelligence: The Ultimate Intelligence" introducerer hun begrebet spirituel intelligens og udforsker, hvordan det kan transformere ledelse og organisationskultur. Zohar argumenterer for, at åndelig intelligens er afgørende for at tackle komplekse udfordringer og skabe meningsfulde forandringer i verden.

### Parker J. Palmer
Palmer er en anerkendt forfatter, underviser og aktivist inden for emner som uddannelse, lederskab og spiritualitet. I sin bog "Let Your Life Speak: Listening for the Voice of Vocation" udforsker Palmer ideen om at finde ens sande kald eller vocation i livet og hvordan denne opdagelse kan informere ens lederskab og livsvalg. Han opfordrer læserne til at lytte dybt til deres indre stemme og følge de impulser, der stammer fra deres inderste selv. Palmer understreger vigtigheden af autenticitet, ærlighed og integritet i lederskab og opmuntrer læserne til at leve i overensstemmelse med deres sande værdier og formål.

### Tony Robbins
Tony Robbins er en førende coach inden for personlig udvikling, der har haft en enorm indflydelse på millioner af mennesker over hele verden. Han er kendt for sit dynamiske og inspirerende tilgang til at hjælpe folk med at realisere deres fulde potentiale og opnå succes i deres personlige og professionelle liv.
Robbins er forfatter til flere bestsellerbøger, herunder "Awaken the Giant Within" og "Unlimited Power". Disse bøger udforsker principperne for personlig vækst, selvstyring og motivation. I dem deler han effektive strategier og teknikker til at overvinde begrænsende tanker, skabe positive ændringer i ens liv og opnå ens ønskede resultater.

### Michel Foucault
Michel Foucault var en fransk filosof, historiker og socialteoretiker, der blev født i 1926 og døde i 1984. Han var en af de mest indflydelsesrige intellektuelle i det 20. århundrede og er kendt for sine bidrag til filosofi, sociologi, politik og kritisk teori. Foucault har skrevet om emner relateret til ledelse i hans senere arbejde om græsk og romersk filosofi, hvor han udforsker den rolle, som filosofien spillede i at vejlede mennesker til at opnå spirituel selvforbedring. Det er vigtigt at bemærke, at Foucaults tilgang var teoretisk, og han beskæftigede sig ikke med praktiske anvendelser af hans ideer.